# Stora Långviksgruppen
Stora Långviksgruppen var en grupperingen av Tyskgruvor i Mellansverige, som under andra världskriget ägdes av stålkoncernen Vereinigte Stahlwerke i Düsseldorf. 

## Historik
I Stora Långviksgruppen ingick Stora Långviks Gruf AB som grundades 1868 och ägde Intrångsfältet, Långviksfältet, Middagsgruvan samt Jelkens och Bensåsens gruvor.  Redan år 1911 blev Stora Långviks Gruf AB tyskägd när dåvarande ägaren Stockholms Enskilda Bank sålde bolaget till tyska Bochumer Verein GmbH, som efter 1926 ingick i Vereinigte Stahlwerke. Bolaget Stora Långvik ägde också några andra, mindre gruvor, exempelvis Nartorp i Östergötland och Tabergsgruvan i Småland där man höll  40 procent.
Under större delen av andra världskriget var bergsingenjör Algot Goldkuhl (1879–1957) chef för Stora Långviksgruppen. Han var sedan 1914 platschef i Nartorp och blev 1928 chef för Stora Långviks Gruf AB. Stora Långviksgruppen gick liksom den andra tyska gruvgrupperingen (Lekombergsgruppen) med förlust som uppgick 1945 till 5,5 miljoner kronor. Såsom andra Tyskgruvor ställdes bolaget under Flyktkapitalbyrån. Detta skedde 22 juni 1946, och Stora Långviks Gruf AB inlöstes av AB Statsgruvor 1950.